# Someșul Mare Superior
Someșul Mare Superior este un sit de importanță comunitară (SCI) desemnat în scopul protejării biodiversității și menținerii într-o stare de conservare favorabilă a florei spontane și faunei sălbatice, precum și a habitatelor naturale de interes comunitar aflate în arealul zonei protejate. Acesta este situat în nord-estul Transilvaniei, pe teritoriul județului Bistrița-Năsăud.

## Localizare
Aria naturală se întinde în partea centrală a județului Bistrița-Năsăud, pe teritoriul administrativ al orașului Năsăud și pe cele ale comunelor Feldru, Ilva Mică și Rebrișoara Situl este străbătut de drumul național DN17 care leagă municipiul Năsăud de Sângeorz-Băi.

## Înființare
Zona a fost declarată sit de importanță comunitară prin Ordinul Ministerului Mediului și Dezvoltării Durabile Nr.1964 din 13 decembrie 2007 (privind instituirea regimului de arie naturală protejată a siturilor de importanță comunitară, ca parte integrantă a rețelei ecologice europene Natura 2000 în România) și se întinde pe o suprafață de 152 hectare.

## Biodiversitate

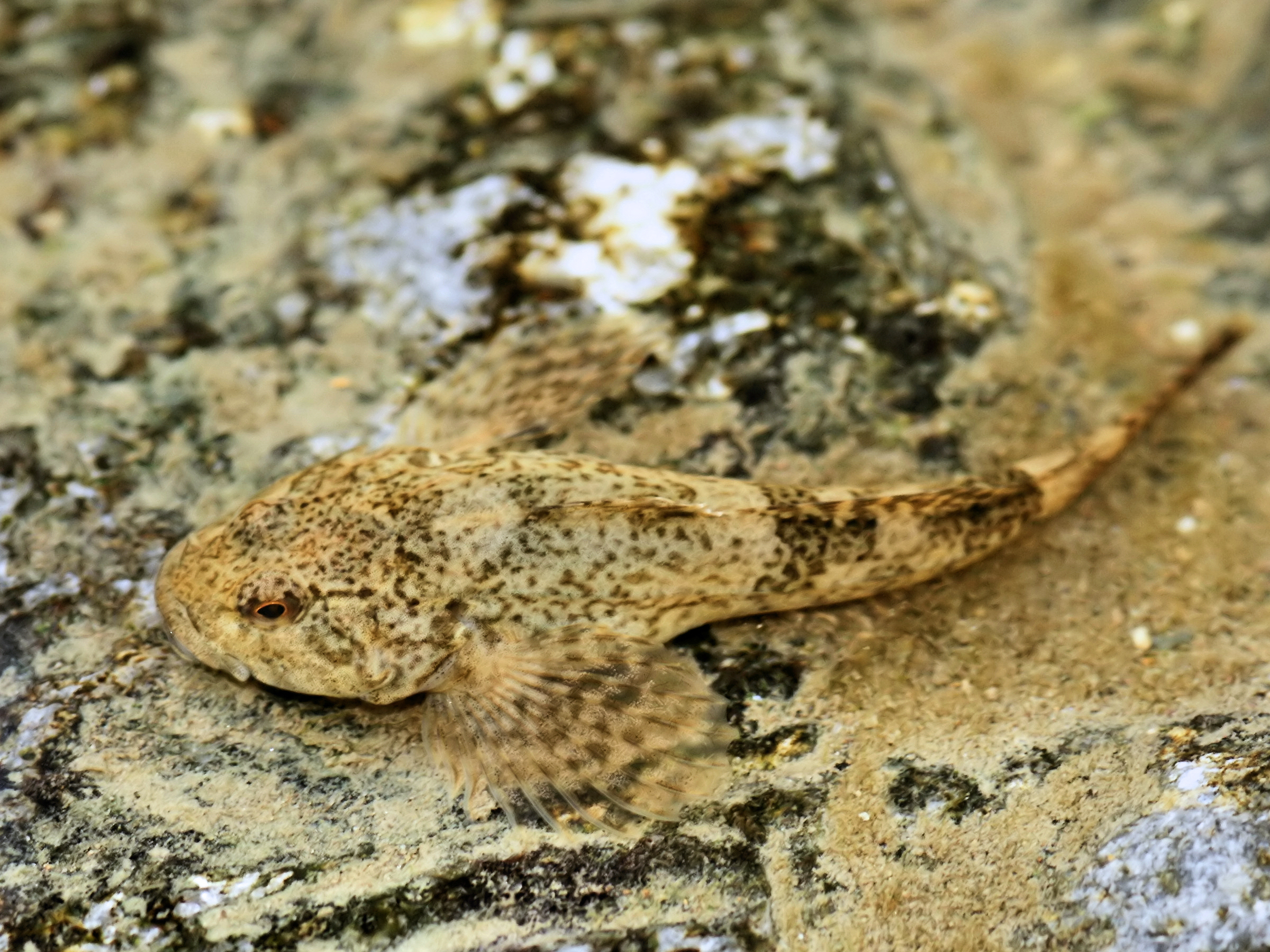
Zglăvoacă (Cottus gobio)

Situl reprezintă o zonă încadrată în bioregiune continentală aflată în lunca râului Someșul Mare; ce conservă habitate naturale de tip: Păduri dacice de fag (Symphyto-Fagion) și protejază specii importante din ihtiofauna țării.
La baza desemnării sitului se află câteva specii (de pești) enumerate în anexa I-a a Directivei Consiliului European 92/43/CE din 21 mai 1992 (privind conservarea habitatelor naturale și a speciilor de faună și floră sălbatică), printre care: zglăvoacă (Cottus gobio), porcușorul de vad (Gobio uranoscopus), chișcar (Eudontomyzon danfordi), dunăriță (Sabanejewia aurata) și lipan (Thymallus thymallus); specii aflate pe lista roșie a IUCN.

## Căi de acces
- Drumul național DN17 pe ruta: Sângeorz-Băi - Ilva Mică - Feldru.

## Monumente și atracții turistice
În vecinătatea sitului se află câteva obiective de interes istoric, cultural și turistic; astfel:

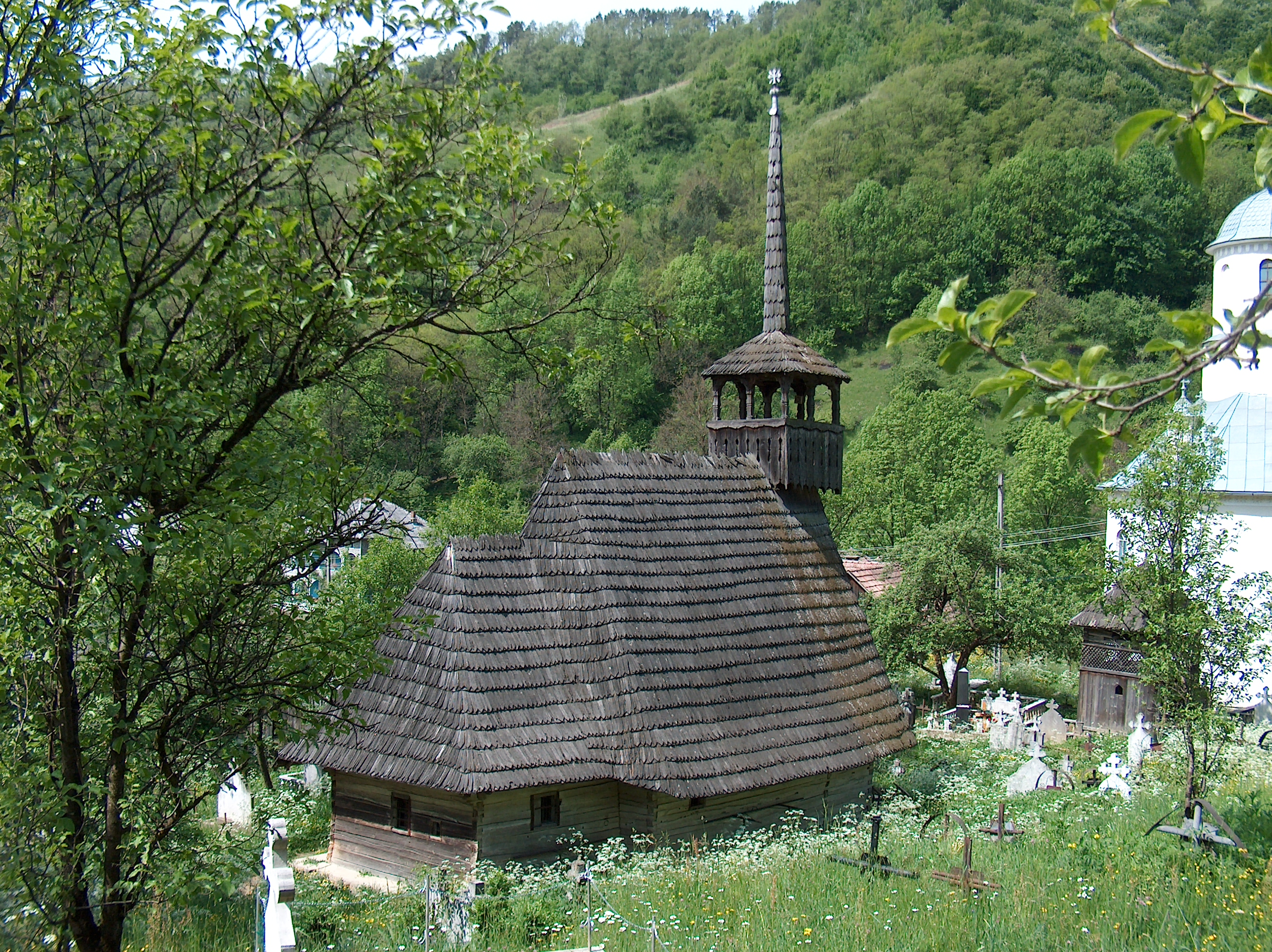
Biserica de lemn din Gersa I

- Ansamblul bisericii de lemn "Sf. Arhangheli Mihail și Gavriil" din satul Gersa I (biserica de lemn și turnul-clopotniță), construcție secolul al XVIII-lea, monument istoric.
- Biserica "Sfinții Arhangheli Mihail și Gavriil" din satul Feldru, construită în anul 1783, în stil de bazilică romană.
- Biserica de lemn de pe "Plese" din satul Feldru
- Biserica greco-catolică "Valea Secerului", Feldru.
- Biserica ortodoxă din satul Nepos.
- Muzeul de etnografie și folclor din Feldru.
- Cazarma Regimentului II Românesc de Graniță, "Șvarda", azi Muzeul Grăniceresc Năsăudean, construcție 1762, 1851, monument istoric.
- Muzeului memorial Liviu Rebreanu din satul omonim
- Rezervația naturală Tăușoare-Zalion (71 ha).